# Tony Fernandes

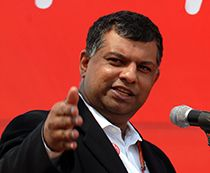
Tony Fernandes w 2008 roku

Anthony „Tony” Francis Fernandes CBE (ur. 30 kwietnia 1964 w Kuala Lumpur) – malezyjski biznesmen. Szef nieistniejącego już zespołu Caterham F1 Team w Formule 1 i właściciel malezyjskich linii lotniczych – AirAsia. Posiada Order Oficera Legii Honorowej nadany za zasługi dla francuskiego producenta samolotów – Airbusa. Od 2011 jest także właścicielem klubu z Premiership – Queens Park Rangers, który przejął od Flavio Briatore i Berniego Ecclestone’a, także zaangażowanych w Formułę 1.